# Никоненко Олександр Семенович
Олекса́ндр Семе́нович Никоне́нко (нар. 9 листопада 1941, Мулловка) — український лікар-хірург, доктор медичних наук (1982), професор (1984), член-кореспондент НАН України (2006), академік НАМН України (2012), заступник голови Асоціації хірургів України, член Президіуму Асоціації судинних хірургів, заступник голови Асоціації серцево-судинних хірургів України, заступник голови Асоціації трансплантологів України.

## Життєпис
Народився 9 листопада 1941 року у селі Мулловка, нині смт Ульяновської області, РФ.

### Освіта
Закінчив Рязанський медичний інститут у 1964 році.

### Трудова діяльність
У 1969–1983 роках працював у Рязанському медичному інституті. 
З 1983 по 2018 рік був завідувачем кафедри шпитальної хірургії Запорізького державного медичного університету.
Від 2002 року — ректор, водночас від 2003 року — професор кафедри трансплантології та ендокринної хірургії з курсом серцево-судинної хірургії Запорізької медичної академії післядипломної освіти. 
У 2004–2007 та 2011–2018 роках був головним позаштатним трансплантологом МОЗ України, від 2019 року — головний експерт з питань трансплантації МОЗ України.
Головний редактор журналу «Сучасні медичні технології» з 2009 року.

### Наукові досягнення
У 1982 році здобув науковий ступінь доктора медичних наук, а у 1984 році — звання професора. 
У 1992 році під його керівництвом вперше в Україні організовано центр трансплантації та хронічного гемодіалізу.
У 2004 році на базі Запорізької медичної академії післядипломної освіти засновано Науково-дослідний інститут серцево-судинної хірургії та трансплантації.
Він став першим в Україні, хто виконав успішну операцію з пересадки серця, а у 2011 — одночасну трансплантацію печінки, нирки та підшлункової залози при цукровому діабеті.
Є автором понад 520 наукових праць, 4 монографій, 4 посібників та 4 авторських свідоцтв.

## Нагороди
- Заслужений діяч науки і техніки України (1996);
- Державна премія України в галузі науки і техніки (2000);
- Орден князя Ярослава Мудрого V ступеня (2003);
- «Людина року – 2004» в галузі науки (2005);
- Почесна грамота Кабінету Міністрів України (2006);
- Орден князя Ярослава Мудрого IV ступеня (2009);
- Орден ім. М. І. Пирогова (2010);
- Почесна грамота Верховної Ради України (2011);
- Медаль ім. М. М. Амосова (2014).

## Основні праці
- Тромбоемболія гілок легеневих артерій та посттромбоемболічна легенева гіпертензія: діагностика та профілактика. К., 1999;
- Трансплантация печени: Руководство. З., 2000; Хірургічне лікування уражень брахіоцефальних артерій // Серце і судини. 2003. № 1;
- Эхокардиографическая диагностика криза отторжения после трансплантации сердца // КХ. 2004. № 4–5;
- Состояние и перспективы трансплантации в Украине // Трансплантология. 2004. № 7;
- Атлас патоморфології ниркових трансплантатів (Запоріжжя, 2011)
- Современные методы диагностики, прогнозирования и профилактики дисфункции почечного аллотрансплантата // Вест. хирургии им. И. Грекова. 2011. № 6; Трансплантология: Учеб. пособ. З., 2014;
- Тромбоэмболия легочной артерии. К., 2016; Significance of the pathologic findings in implantation biopsies for kidney allografts survival // International j. of organ transplantation medicine. 2019. Vol. 10 (усі – співавт.).